# Leenderkapel

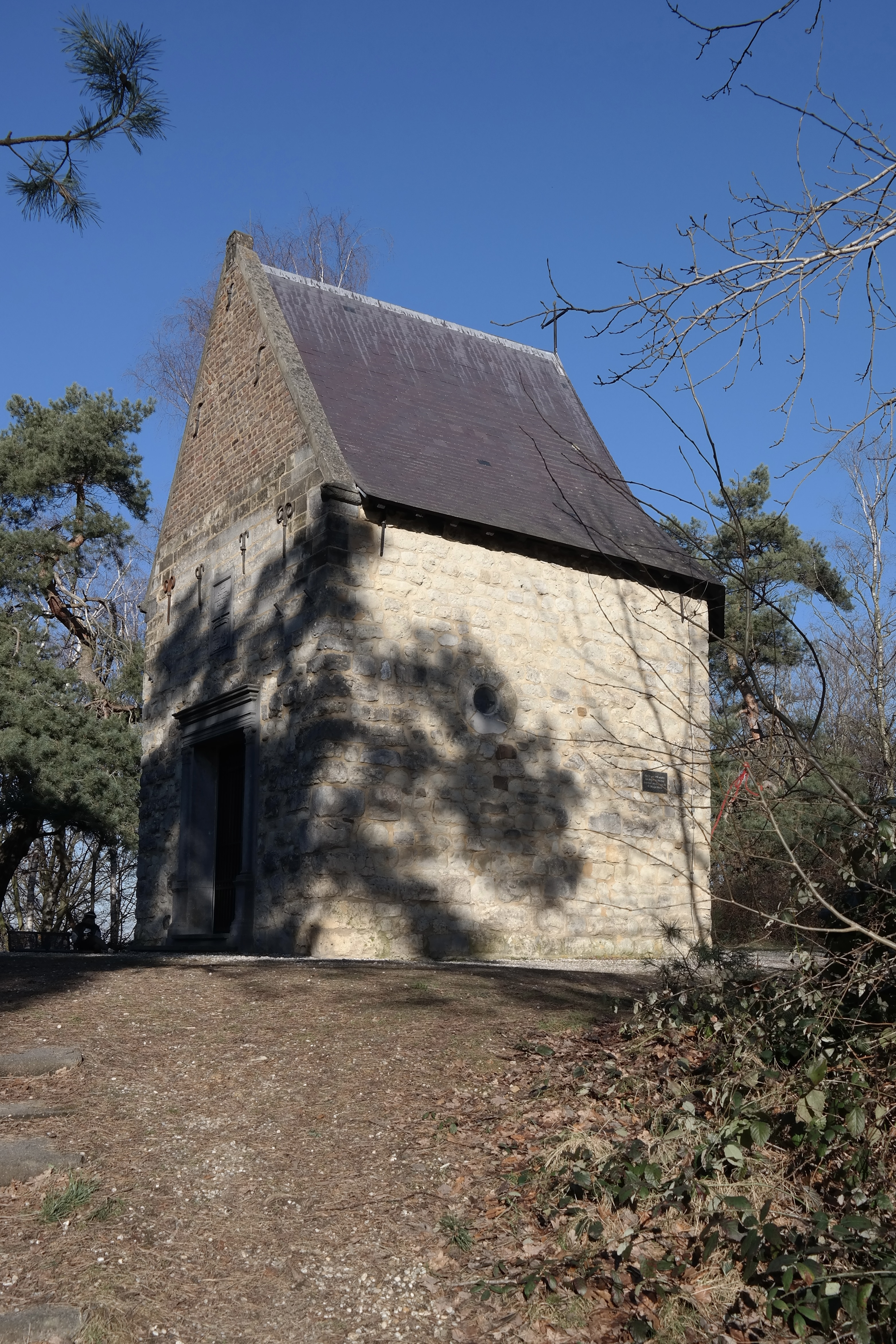
De Leenderkapel in 2025

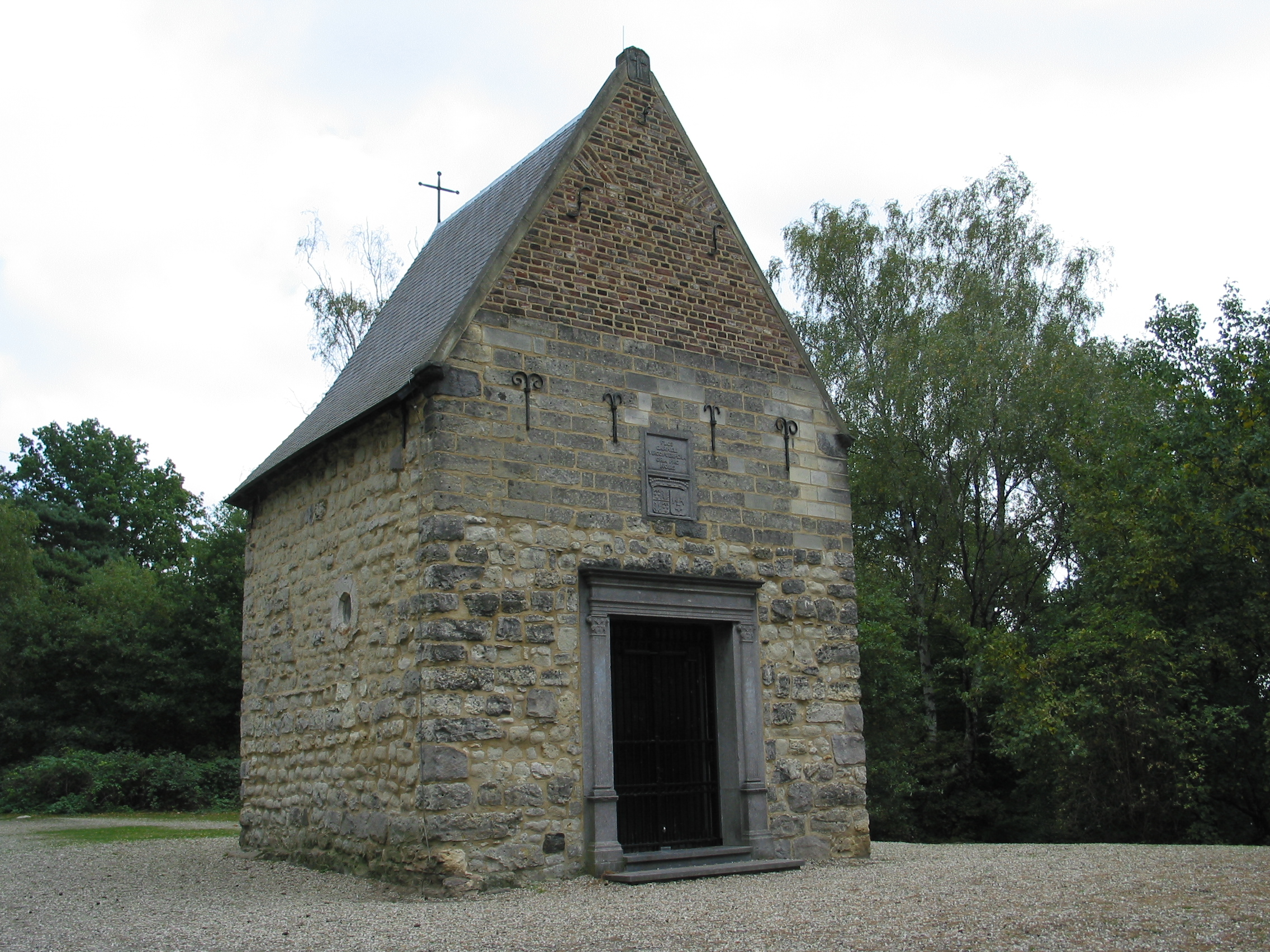
De kapel in 2006

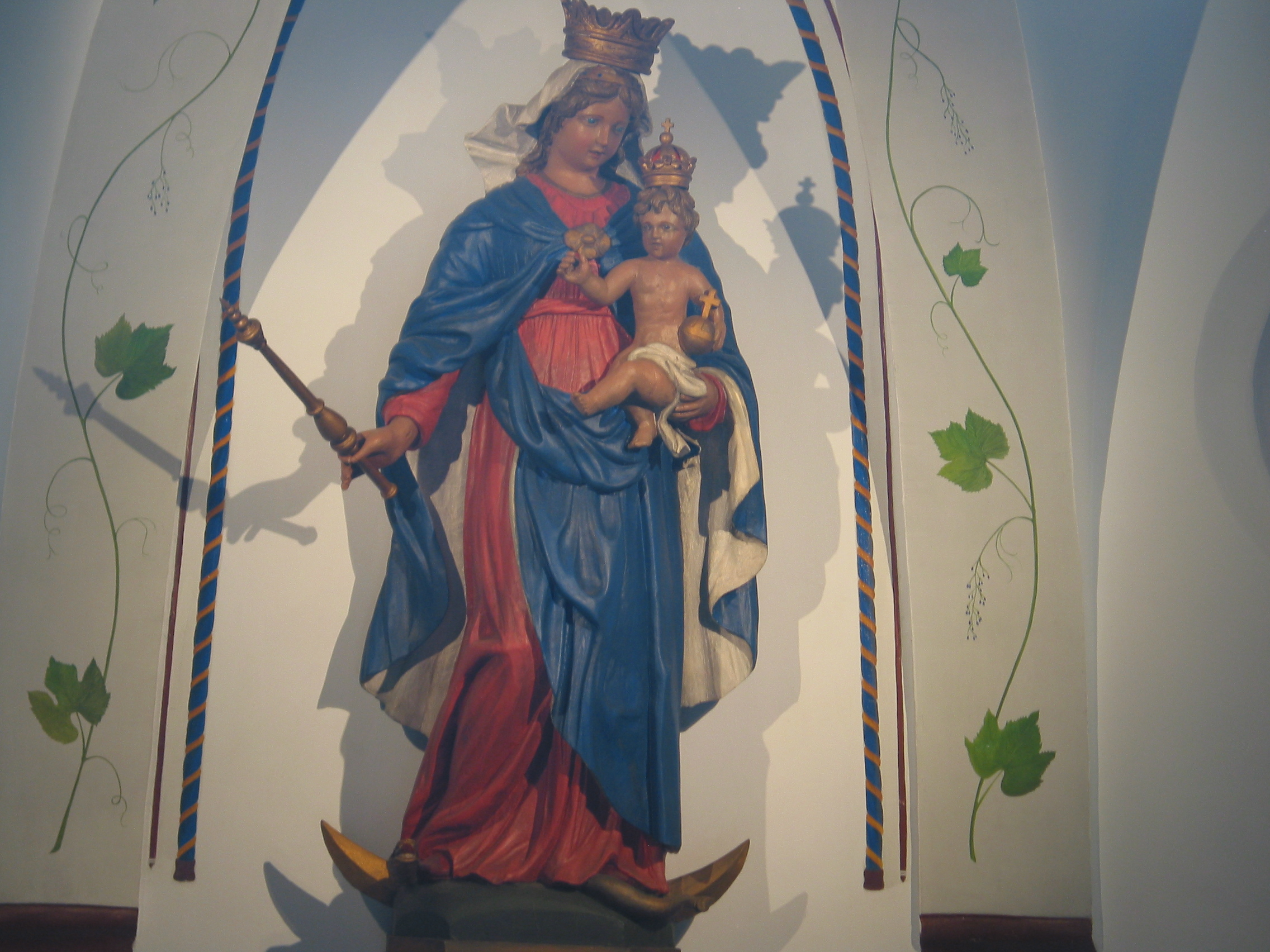
Onze Lieve Vrouw van de Leenderkapel

De Leenderkapel of Kapel van Onze-Lieve-Vrouw van de Berg Karmel is een kapel ten noordwesten van Schaesberg in de gemeente Landgraaf in de Nederlandse provincie Limburg. De kapel bevindt zich in de buurt Leenhof en ligt ten zuidoosten van Kasteel Schaesberg en ten noordoosten van Hoeve Leenhof. Ten zuiden van de kapel ligt aan de voet van de heuvel de Onze-Lieve-Vrouw-van-de-berg-Karmelkerk en de weg Heerlen-Schaesberg. De kapel zelf staat in het Kapellerbos op de Leenderberg, het uiteinde van een heuvelrug.
De kapel bevindt zich in het Rijksbeschermd gezicht Heerlen-Landgraaf - Leenhof-Schaesberg.

## Geschiedenis
In de eerste helft van de 17e eeuw werd de kapel gebouwd in opdracht van baron Johan Frederik van Schaesberg. Dit gebeurde waarschijnlijk na overlijden van zijn eerste vrouw, Fernanda Wachtendonck.
In de 18e eeuw zou de kapel een van de plaatsen zijn geweest waar de Bokkerijders samenkwamen en hun eed aflegden.
Sinds 22 mei 1938 is de kapel gewijd aan Heilige Maagd Maria van de berg Karmel. Sinds die tijd is de kapel in gebruik als bedevaartsoord.
In 1967 werd de kapel een beschermd monument.
In 1998 werd de kapel gerestaureerd.

## Opbouw
De kapel is opgetrokken in Kunradersteen, mergel en baksteen. De binnenruimte heeft een afmeting van 4 bij 5 meter.

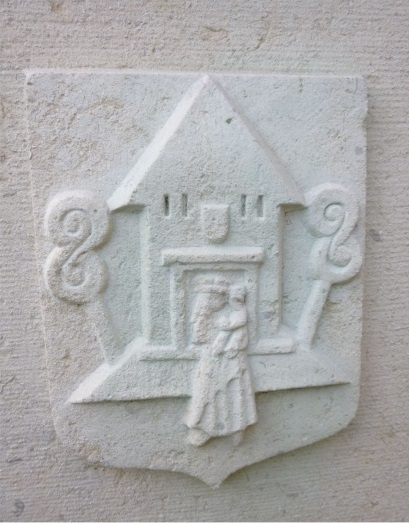
Onze-Lieve-Vrouw van de Berg Karmel en de Leenderkapel zijn afgebeeld op een van de wapenschilden op het oorlogsmonument Schaesberg (1950)